# Minh Thạnh
Minh Thạnh is een xã in huyện Dầu Tiếng, een district in de Vietnamese provincie Bình Dương.
Minh Thạnh ligt in het noorden van het district, ongeveer achttien kilometer ten noorden van thị trấn Dầu Tiếng, de hoofdplaats van Dầu Tiếng. In het noorden grenst het aan district Hớn Quản en in het oosten grenst het aan Chơn Thành. Beide districten liggen in de provincie Bình Phước. In het zuiden grenst het ook aan Bến Cát.